# Onthophagus gibbiramus
Onthophagus gibbiramus là một loài bọ cánh cứng trong họ Bọ hung (Scarabaeidae).